# Łzawnik drobnozarodnikowy
Łzawnik drobnozarodnikowy (Dacrymyces microsporus P. Karst.) – gatunek grzybów z rodziny łzawnikowatych (Dacrymycetaceae).

## Systematyka i nazewnictwo
Pozycja w klasyfikacji według Index Fungorum: Dacrymyces, Dacrymycetaceae, Dacrymycetales, Incertae sedis, Dacrymycetes, Agaricomycotina, Basidiomycota, Fungi.
Po raz pierwszy opisał go Petter Adolf Karsten w 1889 roku w Finlandii. Wskazał holotyp. Według Index Fungorum jest to takson niepewny. Nazwę polską zaproponował Władysław Wojewoda w 2003 r.

## Morfologia
Owocniki
Występują w rozproszeniu lub grupowo, czasami zrastając się z sobą, mają kształt małżowaty do mocno cylindrycznego, osadzone są często na szypułkach. Kapelusz wklęsły lub pofałdowany, półkulisty, bladożółty, miękkochrzęstny do twardożelatynowego, o wysokości 1–1,5 mm i średnicy 1–2 mm. Płonne części owocników pokryte prostymi lub rozgałęzionymi, cylindrycznymi, septowanymi, bezbarwnymi, cienkościennymi, brzeżnymi strzępkami. Wewnętrzne strzępki rozgałęzione, cienkościenne, galaretowate, septowane, bezbarwne, o średnicy 2–4 μm, bez sprzążek. Hymenium ograniczone do górnej powierzchni kapelusza. Probazydia 27,5–42,5 × 3,5–4,5 μm, cylindryczne do maczugowatych, później podczas przekształcania się w podstawki rozwidlające się. Bazydiospory nerkowate, z apiculusem u podstawy, cienkościenne, prawie szkliste, 10–14 × 3,5–6,5 μm (średnio 11,5 × 5 μm), 0–1-przegrodowe, kiełkujące za pomocą produkcji zarodników i strzępek kiełkowych.

## Występowanie i siedlisko
W Polsce do 2003 r. podano jego stanowiska w Babiogórskim i Tatrzańskim Parku Narodowym, w późniejszych latach podano następne. Jest rzadki. Na Czerwonej liście roślin i grzybów Polski ma status I – gatunek o nieokreślonym zagrożeniu, o którym wiadomo tylko, że może być wymarły, wymierający, narażony lub rzadki, lecz brak dostatecznej informacji, by zaliczyć go do jednej z tych kategorii.
Nadrzewny saprotrof zaliczany do grupy grzybów tremelloidalnych. W Polsce podano jego występowanie w lasach iglastych na drewnie świerków, w Japonii na drzewach liściastych, m.in. dębach.